# 甲氧麻黄酮
甲氧麻黄酮（英語：Mephedrone），又名4-甲基甲基卡西酮（4-MMC），英文俚稱Meph、Drone和MCAT，常被称为喵喵，是一种人工合成的苯丙胺类及卡西酮類興奮劑藥物。

## 症狀
人類施用該藥物後，身體會產生之症狀： 
- 欣快、興奮等作用，會產生類似甲基安非他命與搖頭丸的效果，但因作用時間短，故施用者會不斷追加劑量。
- 呼吸系統方面－嚴重鼻出血、鼻灼熱感、呼吸困難等情況。
- 心臟血管方面－心臟病發作、嚴重的血管收縮、血壓上升、心悸、心律不整、潮紅、胸痛、多汗、四肢冰冷等。
- 精神症狀方面－會引起幻覺、妄想、錯覺、焦慮、憂鬱、激動不安、興奮等。
- 精神症狀部分，同時也可能會引起神經系統問題，包括短期記憶喪失、記憶力不集中、瞳孔放大等。
- 身體之肌肉骨骼系統問題則包括出現：痙攣或抽蓄、牙關緊閉、磨牙等。[5]